# Naenia brevipennis
Naenia brevipennis là một loài bướm đêm trong họ Noctuidae.